# The Best of Horace Silver
The Best of Horace Silver è un album discografico di raccolta del pianista jazz statunitense Horace Silver, pubblicato dalla casa discografica Blue Note Records nel dicembre del 1969.

## Tracce

### LP
Brani composti da Horace Silver.
Lato A
1. Señor Blues – 7:00 – Tratto dall'album: 6 Pieces of Silver (1957)
2. The Preacher – 4:07 – Tratto dall'album: Horace Silver Quintet (Volume 4) (1955)
3. Doodlin' – 7:40 – Tratto dall'album: Horace Silver Quintet (Volume 3) (1955)

Lato B
1. Sister Sadie – 6:15 – Tratto dall'album: Blowin' the Blues Away (1959)
2. Fifthy McNasty – 8:45 – Tratto dall'album: Doin' the Thing: The Horace Silver Quintet at the Village Gate (1961)
3. The Tokyo Blues – 7:34 – Tratto dall'album: The Tokyo Blues (1962)

## Musicisti
Señor Blues
- Horace Silver - pianoforte
- Donald Byrd - tromba
- Hank Mobley - sassofono
- Doug Watkins - contrabbasso
- Louis Hayes  - batteria
- Alfred Lion - produttore
- Registrato il 10 novembre 1956

The Preacher / Doodlin'
- Horace Silver - pianoforte
- Hank Mobley - sassofono tenore
- Kenny Dorham - tromba
- Doug Watkins - contrabbasso
- Art Blakey - batteria
- Alfred Lion - produttore
- Brano The Preacher, registrato il 6 febbraio 1955
- Brano: Doodlin', registrato il 13 novembre 1954

Sister Sadie
- Horace Silver - pianoforte
- Blue Mitchell - tromba
- Junior Cook - sassofono tenore
- Gene Taylor - contrabbasso
- Louis Hayes - batteria
- Alfred Lion - produttore
- Registrato il 30 agosto 1959

Fifthy McNasty
- Horace Silver - pianoforte
- Blue Mitchell - tromba
- Junior Cook - sassofono tenore
- Gene Taylor - contrabbasso
- Roy Brooks - batteria
- Alfred Lion - produttore
- Registrato dal vivo il 19 maggio 1961

The Tokyo Blues
- Horace Silver - pianoforte
- Blue Mitchell - tromba
- Junior Cook - sassofono tenore
- Gene Taylor - contrabbasso
- John Harris Jr. - batteria
- Alfred Lion - produttore
- Registrato il 13 luglio 1962

Note aggiuntive
- Frank Gauna - art direction
- Herb Wong - note copertina album originale